# 三河の戦い
三河の戦い（さんがのたたかい）は、清朝と太平天国軍との戦い。

## 前哨戦
1858年8月、廬州を陥落させた陳玉成らは安徽省桐城県樅陽鎮で集会を開き、江北大営を攻略して天京への兵糧線を確保することを決定した。9月に陳玉成は浦口に侵攻して清のデヒンガ（徳興阿）軍を破り、浦口・揚州を占領した。湖広総督官文（グワンウェン）は太平軍の東下に乗じて、李続賓率いる湘軍の精鋭8千人と荊州将軍ドゥヒンガ（都興阿）を安徽省に派遣し、李続賓・ドゥヒンガは太湖・潜山・桐城・舒城を陥落させ、李続賓は2千人を守備に残した。一方、ドゥヒンガは安慶攻略に向かった。
李続賓率いる6千人は11月3日から舒城の南東25kmの三河鎮郊外に駐屯した。三河鎮は巣湖の西岸に位置し、廬州の防衛の拠点であり、廬州と天京間の輸送の要衝でもあった。もともと城壁はなかったが、太平天国軍は城壁を築き、城外に9つの砦を建設し、呉定規に防衛を任せていた。三河鎮が包囲されたという知らせを受けた陳玉成は浦口から3万の兵を率いて救援に引き返し、洪秀全に李秀成を援軍に派遣するよう要請して容れられた。

## 経過
11月7日、清朝は太平天国の3つの砦を攻撃した。激戦の末、太平天国軍は9つの砦すべてを放棄して、城内に撤退した。同日、陳玉成軍が三河鎮に到着した。1週間後、李秀成と捻軍の張楽行も加勢に来て清軍を取り囲んだ。太平天国軍が10万を超えたのに対して、清軍は6千だったので、李続賓の幕僚たちは一時的に桐城に撤退するように進言した。しかし李続賓はこれを拒絶して、全軍を奪取した砦に配置した。
敵が圧倒的に優勢であったため、李続賓は陳玉成軍に先制攻撃を加えることにした。11月15日、清軍は軍を夜襲を開始したが、太平天国軍はすでに伏兵を配置していた。11月16日の夜明け、陳玉成の伏兵は夜襲に出た部隊の半分を殺害し、残りを包囲した。李続賓は救援を送ったが、それらの部隊も撃破された。
李秀成軍は陳玉成軍を援護し、呉定規の軍も城内から打って出た。李続賓の残存部隊は砦にこもって援軍を待とうとしたが、次々と陥落し、脱出しようとした李続賓は激戦の中で戦死し、11月18日までに李続賓軍の全滅という形で戦闘は終結した。なお曽国藩の弟の曽国華もこの戦いで陣没している。

## 結果
陳玉成は勝ちに乗じて、桐城・舒城を陥落させ、ドゥヒンガ軍は安慶の包囲を解いて敗走した。続いて太平天国軍は潜山と太湖も再占領した。翌年に陳玉成と李秀成はそれぞれ「英王」と「忠王」に封ぜられた。清朝の側はこの戦いでの損失を取り戻すのに長い時間を費やさなければならなかった。